# 21 Brygada Pancerna (Bundeswehra)
21 Brygada Pancerna „Lipperland” (niem. Panzerbrigade 21) – pancerny związek taktyczny Bundeswehry.
W okresie zimnej wojny Brygada wchodziła w skład 7 Dywizji Pancernej i przewidziana była do działań w pasie Północnej Grupy Armii.

## Struktura organizacyjna
| Organizacja PzBrig 21 w 1989 | Organizacja PzBrig 21 w 1989        | Organizacja PzBrig 21 w 1989 |
| Godło                        | Pododdział                          | Miejsce stacjonowania        |
| ---------------------------- | ----------------------------------- | ---------------------------- |
|                              | dowództwo brygady                   | Augustdorf                   |
|                              | 211 batalion pancerny               | Augustdorf                   |
|                              | 212 batalion grenadierów pancernych | Augustdorf                   |
|                              | 213 batalion pancerny               | Augustdorf                   |
|                              | 214 batalion pancerny               | Augustdorf                   |
|                              | 215 batalion artylerii              | Augustdorf                   |